# Prix de Rome belge
Pour les articles homonymes, voir Prix de Rome (homonymie).
Le prix de Rome belge est une bourse d'études pour les étudiants en art, il est créé en 1832 sur le modèle du prix de Rome français. Il comprend quatre catégories : peinture, gravure, sculpture et architecture. Le prix est initialement décerné par l'Académie royale des beaux-arts d'Anvers. À partir de 1841, est créé un prix pour la musique, placé sous l’autorité de la classe des Beaux-Arts de l’Académie royale de Belgique.
En 1921, le concours est profondément modifié. Il n'est plus organisé à l'Académie Royale des Beaux-Arts d'Anvers. Les candidats  doivent s'inscrire auprès du ministère des Sciences et des Arts. Le règlement est ensuite modifié à plusieurs reprises, la dernière fois en 1961. L'organisation relève dès lors de la responsabilité du ministère de l'Instruction publique.

## Historique

### Peinture, gravure, sculpture, architecture
En 1817, le roi des Pays-Bas Guillaume Ier crée un Prix de Rome biennal à l'Académie royale des beaux-arts d'Anvers. Après la séparation des Pays-Bas et de la Belgique en 1830, cette coutume se poursuivit sans interruption et le prix devint annuel à partir de 1847. Il y avait des concours pour peintres, graveurs, sculpteurs et architectes (au départ l'ordre n'était pas fixe ; à partir de 1882, la sculpture, la peinture et l'architecture étaient chacune discutées tous les trois ans et la gravure tous les cinq ans).
La compétition était strictement réglementée. Lors de l'épreuve, les candidats étaient enfermés dans des loges et n'étaient autorisés à avoir aucun contact avec qui que ce soit. La limite d'âge pour les participants était de 30 ans (à partir de 1892, elle était de 31 ans). Dans les trois années qui suivirent la fin de la Première Guerre mondiale (en 1919, 1920 et 1921), un double concours fut exceptionnellement organisé : un concours ordinaire pour les participants de moins de 31 ans et un concours spécial pour les participants entre 31 et 35 ans qui n'ont pas pu y participer en raison de la guerre. Le règlement stipulait en outre que seules six personnes étaient autorisées à participer au concours final. S'il y avait davantage d'inscriptions – ce qui était généralement le cas – un test préliminaire était d'abord organisé. Le lauréat recevait une bourse pour une durée de quatre ans, versée par semestre, le paiement final étant effectué à son retour.
Un deuxième prix et une mention honorable ont également été décernés. Le deuxième prix consistait en une médaille d'or d'une valeur de 300 francs. Si le jury jugeait la qualité du travail insuffisamment élevée, il pouvait également décider de ne pas attribuer de premier prix et de se limiter à un deuxième prix.
À partir de 1851, le lauréat doit passer un examen de capacité littéraire avant de pouvoir partir en voyage. Il s'agissait d'examiner si le lauréat était mentalement mûr pour se confronter à des œuvres d'art de l'Antiquité et de la Renaissance. Le programme des examens était très large et comprenait la connaissance de la langue française, de la littérature, de l'histoire et de l'anthropologie.
En 1921, le concours fut profondément modifié. Il n'est plus organisé à l'Académie Royale des Beaux-Arts d'Anvers et le système des loges est aboli. Les candidats pouvaient avoir au maximum 26 ans et devaient s'inscrire auprès du ministère des Sciences et des Arts. Le règlement a ensuite été modifié à plusieurs reprises, la dernière fois en 1961. L'organisation relevait alors de la responsabilité du ministère de l'Instruction publique et le concours était ouvert aux Belges âgés de 25 à 35 ans.

### Musique
Par analogie avec le prix de peinture, de sculpture, d'architecture et de gravure, un prix biennal de musique est également créé à Bruxelles en 1840 sur une initiative du ministre Charles Rogier. Le concours est placé sous l’autorité de la classe des
Beaux-Arts de l’Académie royale de Belgique. Le règlement définitif est établi en 1849. Les candidats devaient s'inscrire auprès du ministre de l'Intérieur. Ils devaient être belges et âgés de 30 ans maximum. Les participants étaient placés dans des loges et n’étaient autorisés à avoir aucun contact avec qui que ce soit pendant l’expérience. Après un test préliminaire, les six meilleurs étaient autorisés à participer à l'épreuve de cantate finale. Leur mission était de composer une cantate sur un sujet précis. Ils disposaient de 25 jours pour exécuter leur travail. Le lauréat recevait une bourse lui permettant de poursuivre ses études en Allemagne, en France et en Italie. Un deuxième prix (une médaille d'or d'une valeur de 300 francs) ainsi qu'une mention honorable pouvaient également être décernés. Si le jury estimait la qualité du travail insuffisamment élevée, il pouvait également décider de ne pas attribuer de premier prix et de se limiter à un deuxième prix.
Le règlement est modifié en 1929 et pour la dernière fois en 1960. En raison de la régionalisation des pouvoirs culturels en Belgique à partir de 1971, ces prix nationaux de musique ne sont plus attribués, leur dernière édition est organisée en 1973, mais ne donne lieu à aucune récompense,.

## Liminaire
Avant 1832 (et 1841 en composition musicale), se référer à Prix de Rome (France) ou prix de Rome néerlandais.

## Liste des lauréats en architecture
|      | Premier Prix                                                               | Deuxième Prix (DP) et Mention Honorable (MH)                             | Commentaire                                                                |
| 1834 | Gustave De Man                                                             |                                                                          |                                                                            |
| 1844 | Adolphe Ombrecht                                                           |                                                                          |                                                                            |
| 1849 | Félix Laureys                                                              | Henri Raeymaeckers (DP)                                                  |                                                                            |
| 1853 | Le prix n'est pas décerné                                                  |                                                                          |                                                                            |
| 1858 | Louis Baeckelmans                                                          | Hendrick Altenrath (DP), Charles De Maeght (MH)                          |                                                                            |
| 1862 | Louis de la Censerie                                                       | Joseph Naert (DP), Adolphe Vanderheggen (MH)                             |                                                                            |
| 1866 | Joseph Naert                                                               | Louis Bonnet (DP)                                                        | Hôtel pour le Ministère de l'Intérieur en style classique                  |
| 1871 | Ernest Dieltiens                                                           | Louis Bonnet (DP), Louis Boonen (MH)                                     |                                                                            |
| 1875 | Jean-Baptiste De Coster                                                    | Ernest Allard (DP), Octave Van Rysselberghe (MH)                         |                                                                            |
| 1879 | Eugène Geefs                                                               | Eugène Dieltens (DP) et Octave Van Rysselberghe (DP)                     | Une bourse de commerce à ériger sur les quais du port d'une ville maritime |
| 1884 | Eugène Dieltiens                                                           | Ferdinand Truyman (DP)                                                   |                                                                            |
| 1887 | Karel De Wulf                                                              | Michel De Braey (DP) et Ferdinand Truyman (DP), Philippe Van Boxmer (MH) | Une ambassade                                                              |
| 1890 | Arthur Verbelle                                                            | Adolphe Kockerols (DP), Émile Vereecken (MH) et Hubert Marcq (MH)        |                                                                            |
| 1893 | Émile Vereecken                                                            | François Mertens (DP), Émile Lambot (MH) et Louis De Vooght (MH)         |                                                                            |
| 1896 | August Cols                                                                | Non décerné                                                              |                                                                            |
| 1902 | Triphon De Smet                                                            |                                                                          |                                                                            |
| 1917 | Non organisé en raison de la Première Guerre mondiale                      |                                                                          |                                                                            |
| 1921 | Augustin Bernard série A (jeunes) et Jan-Albert De Bondt série B (anciens) | Alphonse Stevens (MH)                                                    |                                                                            |
| 1924 | Edgard Steurbaut                                                           |                                                                          |                                                                            |
| 1930 | Guillaume Vermeiren                                                        | Marcel Leroy                                                             |                                                                            |
| 1933 | Louis Stynen                                                               |                                                                          |                                                                            |
| 1936 | Victor Blommaert                                                           | Victor Rogister (DP), Josephus Schillekens (MH)                          |                                                                            |
| 1939 | Le prix n'a pas été décerné                                                |                                                                          | Remarque de l'Académie sur l'insuffisance des travaux présentés            |
| 1942 | Maurits De Vocht                                                           |                                                                          |                                                                            |
| 1945 | Le prix n'a pas été décerné                                                |                                                                          |                                                                            |
| 1948 | Jacques Depelsenaire                                                       |                                                                          | -                                                                          |
| 1955 | Charles De Meutter                                                         |                                                                          |                                                                            |
| 1965 | Paul Schellekens                                                           |                                                                          |                                                                            |
| 1968 | Johan Baele                                                                |                                                                          |                                                                            |

## Liste des lauréats en peinture
|      | Premier Prix                                      | Deuxième Prix (DP), Mention Honorable (MH) et Bourses (B), (B1), (B2), (B3), (B4)                                                       | Œuvre                                                                                        |
| 1832 | Antoine Wiertz,                                   | | Scipion l'Africain recevant son jeune fils des mains des ambassadeurs d'Antioche             |
| 1838 | Romain Eugène Van Maldeghem,                      | | Le Serment d'Hannibal                                                                        |
| 1842 | Jean-François Portaels,                           | |                                                                                              |
| 1847 | Joseph Stallaert,                                 | | Judas jetant les deniers dans le temple                                                      |
| 1850 | Modeste Carlier,                                  | Charles de Groux (DP), |                                                                                              |
| 1852 | Ferdinand Pauwels,                                | Liévin François Vermote (DP), Désiré Mergaert (MH),                                                                                     | Coriolanus vaincu par les larmes de sa mère                                                  |
| 1854 | Désiré Mergaert,                                  | Louis Hendrix (DP) et Antonin Goeyers (DP),                                                                                             | Saint Paul prêchant à Athènes                                                                |
| 1857 | Polydore Beaufaux,                                | Auguste Delfosse (DP) et Ferdinand Callebert (DP),                                                                                      | La Lapidation de Saint-Étienne                                                               |
| 1860 | Léonce Legendre                                   | Jan Verhas (DP), Édouard Debruxelles (MH)                                                                                               | La Résurrection du fils de la veuve de Naïm                                                  |
| 1863 | Jean-Emmanuel Van den Bussche                     | André Hennebicq (DP) et Ernest Vandenkerckhove (DP)                                                                                     |                                                                                              |
| 1865 | André Hennebicq                                   | Pierre Jean Van der Ouderaa (DP), Frans De Wilde (MH)                                                                                   | Les cadavres des SS Pierre et Paul déposés par les chrétiens dans les catacombes             |
| 1867 | Ernest Vandenkerckhove,                           | Louis Joseph Le Brun (MH) et Xavier Mellery (MH),                                                                                       | Socrate devant ses juges                                                                     |
| 1870 | Xavier Mellery                                    | Karel Ooms (DP) | Le Prophète Élie annonçant au roi Ochozias sa fin prochaine                                  |
| 1873 | Non décerné                                       | Eugène Siberdt (DP) | Noé maudissant son fils Cham                                                                 |
| 1876 | Non décerné                                       | Pas de second prix, Edouard De Jans (MH) et Joseph Schakewits (MH)                                                                      | Noé maudissant son fils Cham                                                                 |
| 1878 | Edouard De Jans,                                  | Jules Evariste van Biesbroeck (DP), Charles Joseph Louis Lefebvre (MH),                                                                 | Le Retour du fils prodigue                                                                   |
| 1880 | Rémy Cogghe                                       | Émile Verbrugge (DP), Charles Van Landuyt (MH)                                                                                          | Les Aduatiques vendus à l'encan                                                              |
| 1883 | Émile Verbrugge                                   | Flori Van Acker (DP), Guillaume Van Strydonck (MH),                                                                                     | La Résurrection de Lazare                                                                    |
| 1886 | Constant Montald,                                 | Joseph Middeleer (DP) et Herman Richir (DP), Jean Guillaume Rosier (MH)                                                                 | Diagoras porté en triomphe par ses fils, vainqueurs des Jeux olympiques de la Grèce ancienne |
| 1889 | Non décerné                                       | Georges Fichefet (MH), Victor Van Dyck (MH) et Cesar Geerinck (MH)                                                                      | Un messager apporte à Job la nouvelle d'un désastre à venir                                  |
| 1892 | Non décerné                                       | Edouard Van Esbroeck (DP), Cesar Geerinck (MH) et Léon Rotthier (MH)                                                                    | Les Dernières victimes du déluge                                                             |
| 1895 | Jean Delville                                     | Jules Pierre van Biesbroeck (DP) et Émile Vloors (DP)                                                                                   | Le Christ glorifié par les enfants                                                           |
| 1898 | Émile Vloors                                      | Jules Pierre van Biesbroeck (DP) et Félix Gogo (DP)                                                                                     |                                                                                              |
| 1901 | Isidore Opsomer                                   | Félix Gogo (DP) et Joseph Posenaer (DP)                                                                                                 | Le Réconfort des affligés                                                                    |
| 1904 | Walter Vaes                                       | Joseph English (DP), Camille Lambert (MH)                                                                                               | Les Arts et la Paix qui embellissent la vie valent mieux que la gloire des armes             |
| 1907 | Non décerné                                       | Joseph English (DP) et Oscar Coddron (DP), Piet Gillis (MH)                                                                             | Les Victorieux dans les temps primitifs                                                      |
| 1910 | Jean Colin                                        | Emile Vermeersch (MH) et Louis Buisseret (MH)                                                                                           | L'Adoration des bergers                                                                      |
| 1913 | Non décerné                                       | Karel Van Belle (MH) et Willem Van Riet (MH)                                                                                            |                                                                                              |
| 1917 |                                                   | Luc Lafnet (DP) |                                                                                              |
| 1920 | Max Van Dyck (série A) et Alfons Blomme (série B) | Georges Higuet (série A) (MH) et Charles Swyncop (série A) (MH), Julien Vande Veegaete (série B) (DP), Alphons De Cuyper (série B) (MH) |                                                                                              |
| 1922 | Marie Howet                                       | Auguste Mambour, Henri Joseph Pauwels, Carl de Roover, Hubert Malfait, Jos Mous et Albert Philippot reçoivent une bourse (B)            | Devant la maison à Rochehaut                                                                 |
| 1925 | Julien Creytens                                   | Louis (Lod) De Maeyer (DP), Robert Crommelynck et Henri-Victor Wolvens (B3), Robert Buyle, Auguste Mambour et Jos Verdegem (B4)         |                                                                                              |
| 1928 | Léon Navez et Arthur Van Cauwenberghe             | Louis Seghers et Carl De Roover (B2), Alexandre Wynants et Joseph Vinck (B3), Taf Wallet (B4)                                           |                                                                                              |
| 1931 | Non décerné                                       | Peter Colfs et Alexandre Wynants (B2)                                                                                                   |                                                                                              |
| 1934 | Yvonne Perin                                      | Hugo Van Beveren (B1), Peter Colfs (B2) et Jacques Maes (B3)                                                                            |                                                                                              |
| 1937 | Jean François                                     | Robert Liard (B1), Georges Conrardy (B2) et Gaston Bertrand (B3)                                                                        |                                                                                              |
| 1940 | Martin Bollé                                      | Julien Van Ael (B1), Rik Slabbinck (B2), et Gustave Camus (B3)                                                                          |                                                                                              |
| 1943 | Henri Brasseur                                    | Rik Slabbinck (DP), et Karel Van den Heuvel (DP), Jozef De Maegd (3è prix)                                                              |                                                                                              |
| 1946 | Jozef De Maegd                                    | Tony Van Goolen (B1), Luc Peire (B2), Claude Lyr (3è prix)                                                                              |                                                                                              |
| 1952 | Herman Minner                                     | Pas d'autres prix |                                                                                              |
| 1955 | Lode Jacobs                                       | Pas d'autres prix |                                                                                              |
| 1958 | Le prix n'est pas décerné                         | Pas d'autres prix |                                                                                              |
| 1961 | Alfons Van Meirvenne                              | Pas d'autres prix |                                                                                              |
| 1964 | Non décerné                                       | Hugo De Clercq, Yvan Theys et Marcel Verhofstadt reçoivent un subside d'encouragement                                                   |                                                                                              |
| 1967 | Le prix n'est pas décerné                         | Pas d'autres prix |                                                                                              |
| 1970 | Mathieu Wassenberg, dit Maio                      | Pas d'autres prix |                                                                                              |
| 1976 | Le prix n'est pas décerné                         | Pas d'autres prix |                                                                                              |
| 1979 | Marcase, Christian Rolet et Bruno Vandyck         | Pas d'autres prix |                                                                                              |

## Liste des lauréats en sculpture
|      | Premier Prix             | Deuxième Prix (DP), Mention Honorable (MH) et Bourse (B), (B1), (B2), (B3), (B4)  | Œuvre                                                             |
| 1836 | Joseph Geefs,            | Pierre De Vigne-Quyo (MH)                                                         | Job dans la misère visité par ses amis                            |
| 1846 | Jean Geefs,              |                                                                                   | Le Bâton d'Aaron transformé en serpent                            |
| 1851 | Jean-Baptiste De Boeck,  | Jean-André Laumans (DP) et Jacques Joseph Verdonck (DP),                          | La Mort de Socrate                                                |
| 1856 | Gérard Van der Linden,   | Pierre Alphonse Bogaerts (DP),                                                    | Adraste supplie Crésus de l'immoler devant le cadavre de son fils |
| 1859 | Robert Fabri,            | Jacques Philippe De Haen (DP), Frans Deckers (MH)                                 | La Dernière entrevue de Moïse et Aaron avec Pharaon               |
| 1864 | Frans Deckers            | Clément Carbon (DP), Charles-Alexandre Palinck (MH) et Louis Samain (MH),         | Priam supplie Achille de lui donner le cadavre de son fils Hector |
| 1869 | Gaston Marchant          | Paul De Vigne (DP) et Louis Dupuis (DP), Charles-Alexandre Palinck (MH)           | La Flagellation du Christ devant Pilate                           |
| 1872 | Jean Cuypers             | Karel De Kesel (DP), Louis Dupuis (DP) et Thomas Vinçotte (DP)                    | Calpurnius supplie César de ne pas aller au Sénat                 |
| 1877 | Julien Dillens           | Karel De Kesel (DP), Frans Joris (MH), Georges Geefs (MH) et Désiré Duwaerts (MH) | Un chef gaulois fait prisonnier des Romains                       |
| 1882 | Guillaume Charlier       | Pierre-Jean Braecke (DP) et Isidore De Rudder (DP)                                | Les Envoyés du Sénat devant Cinna                                 |
| 1885 | Jules Anthone            | Godefroid Devreese (DP), Charles Samuel (MH)                                      | La Mort de César                                                  |
| 1888 | Jules Lagae              | Gustave Van Hove (DP), Pierre-Jean Braecke (MH) et Charles Samuel (MH)            | Le Semeur                                                         |
| 1891 | Égide Rombaux            | Josué Dupon (DP) et Albert Delbeke (DP), Victor De Haen (MH)                      | Joseph présenté à Jacob                                           |
| 1894 | Victor De Haen           | Victor Rousseau (DP) et Henri Boncquet (DP)                                       | Enée transportant son père Anchise après avoir brûlé Troie        |
| 1897 | Henri Boncquet           | Jules Pierre van Biesbroeck (DP) et Jacques Marin (MH)                            | Thor combattant les serpents                                      |
| 1900 | Frans Huygelen           | Léandre Grandmoulin (DP) et Floris De Cuyper (DP), Theo Blickx (MH)               | Adam et Eve trouvant le corps d'Abel                              |
| 1903 | Fernand Gysen            | Jean Marin (DP)                                                                   | Caïn errant dans les champs après la mort d'Abel                  |
| 1906 | Non décerné              | Pierre Theunis (DP), Jacques Marin (MH) et Georges Collard (MH)                   | Icare et Dédale                                                   |
| 1909 | Marcel Rau               | Geo Verbanck (DP)                                                                 | Orphée                                                            |
| 1912 | Arthur Dupon             | Pas d'autre prix                                                                  | Démosthène                                                        |
| 1919 | Non décerné              | Edouard Vereycken (DP) et François Van Hoof (DP)                                  | Persée                                                            |
| 1920 | Joseph-Gérard Van Goolen | Julien Vande Veegaete (DP), César Schroevens (MH)                                 |                                                                   |
| 1927 | Jeanne Louise Milde      |                                                                                   |                                                                   |
| 1929 | Antoine Vriens           | Fernand Jacques (B), Gustave Verhasselt (B)                                       |                                                                   |
| 1932 | Willy Kreitz             |                                                                                   |                                                                   |
| 1935 | Alphonse Darville        | Fernand de Bonnaires (B1), Joseph Goossens (B2)                                   |                                                                   |
| 1938 | Mark Macken              | Leopold Van Esbroeck (B1) et Lodewijk Van Ruijsevelt (B2)                         |                                                                   |
| 1944 | Elisabeth Barmarin       | Albert Baisieux (DP)                                                              |                                                                   |
| 1947 | Basil Lamon              | André Willequet                                                                   |                                                                   |
| 1953 | Joseph Braun             | Rik Poot (DP)                                                                     |                                                                   |
| 1956 | Olivier Strebelle,       |                                                                                   |                                                                   |
| 1959 | Guy Maclot               |                                                                                   |                                                                   |
| 1962 | Albin Courtois           |                                                                                   |                                                                   |
| 1965 | Van den Branden          |                                                                                   |                                                                   |
| 1968 | Jacques Woutermartens    |                                                                                   |                                                                   |
| 1974 | Serge Gangolf            |                                                                                   |                                                                   |

## Liste des lauréats en gravure
|      | Premier Prix         | Deuxième Prix (DP) et Mention Honorable (MH)                           | Commentaires                      |
| 1840 | Pas de premier prix  | Michel Verswyvel (DP)                                                  |                                   |
| 1848 | Joseph Bal           |                                                                        | Faune antique                     |
| 1855 | Gustave Joseph Biot  | Henry Campotosto (DP), Joseph Nauwens (MH)                             |                                   |
| 1861 | Eugène Jean Copman   | Louis Durand (d) (MH)                                                  |                                   |
| 1868 | Pas de concurrents   |                                                                        |                                   |
| 1874 | Frans Lauwers        | Joseph Dirks (MH)                                                      |                                   |
| 1881 | Louis Lenain         | Willem Van der Veken (DP)                                              | Prix désormais tous les cinq ans. |
| 1886 | Willem Van der Veken | Louis Greuze (DP), Florent Brant (MH)                                  |                                   |
| 1891 | Non décerné          | Charles Théodore Bernier (DP) et Arthur Sterck (DP), Louis Greuze (MH) |                                   |
| 1896 | Arthur Sterck        | Georges Montenez (DP) et Louis Peeters (DP)                            |                                   |
| 1901 | Victor Dieu          | Louis Peeters (DP)                                                     |                                   |
| 1906 | Alfred Duriau        | Hubert Mauquoy (DP), Paul Dom (MH) et Henri Van Haelen (MH)            |                                   |
| 1911 | Louis Buisseret      | Victor Regnart (DP)                                                    |                                   |
| 1920 | Non décerné          | Henri Geertsen                                                         | Dernière édition                  |

## Liste des lauréats en composition musicale
Le prix de Rome belge en composition musicale a lieu bisannuellement de 1841 à 1973. Il est créé par François-Joseph Fétis sur le modèle du prix de Rome français,.
|      | Cantate                       | Premier Prix                   | Deuxième Prix (DP) ou mention honorable (MH)                                                                                   |
| 1841 | Sardanapale                   | Étienne Soubre                 | Guillaume Meynne (DP), Félix-Étienne Ledent (MH) et Adolphe Louis Fétis (MH),                                                  |
| 1843 | Loyse de Montfort             | Non décerné                    | Félix-Étienne Ledent (DP), Norbert Soetaert (MH),                                                                              |
| 1845 | La Vendetta                   | Adolphe Samuel                 | Jean Léonard Terry (DP) et Joseph Batta (DP),                                                                                  |
| 1847 | Le Roi Lear                   | François-Auguste Gevaert       | Jacques-Nicolas Lemmens (DP)                                                                                                   |
| 1849 | Le Songe du jeune Scipion     | Alexandre Stadtfeldt           | Eduard Lassen (DP) |
| 1851 | Le Festin de Balthasar        | Eduard Lassen                  | Jean-Baptiste Rongé (DP) |
| 1853 | Les Chrétiens martyrs         | Non décerné                    | Pierre Demol (DP) |
| 1855 | Le Dernier jour d'Herculanum  | Pierre Demol                   | Pas de (DP), Peter Benoît (MH)                                                                                                 |
| 1857 | Le Meurtre d'Abel             | Peter Benoit                   | Jules Conrardy (DP) |
| 1859 | Le Juif errant                | Jean-Théodore Radoux           | Jules Conrardy (DP) (non décerné car déjà reçu en 1857), Jean Baptiste Vander Velpen (MH) et Frédéric Wantzel (MH)             |
| 1861 | Agar dans le désert           | Non décerné                    | Henri Joseph Dumont (DP) et Jean Baptiste Vander Velpen (DP), Gustaaf Van Hoey (MH)                                            |
| 1863 | Paul et Virginie              | Joseph Dupont                  | Gustave Huberti (DP), Léon Van Gheluwe (MH)                                                                                    |
| 1865 | La Fille de Jephté            | Gustave Huberti                | Jan Van den Eeden (DP) et Gustaaf Van Hoey (DP), Louis-Antoine Haes (MH) et Philippe-Barthélémy Rüfer (MH)                     |
| 1867 | Jeanne d'Arc                  | Hendrik Waelput                | Léon Van Gheluwe (DP), Louis-Antoine Haes (MH)                                                                                 |
| 1869 | La Dernière nuit de Faust     | Jan Van den Eeden              | Émile Mathieu (DP) et Félix Pardon (DP), Guillaume Demol (MH)                                                                  |
| 1871 | Le Songe de Colomb            | Guillaume Demol                | Émile Mathieu (DP non décerné car déjà reçu en 1869), Alfred Tilman (MH) et Édouard Blaes (MH)                                 |
| 1873 | La Mort du Tasse              | Franz Servais                  | Florimond van Duyse (DP), Isidore Devos (MH)                                                                                   |
| 1875 | La Dernière bataille          | Isidore Devos                  | Alfred Tilman (DP), Jean-Baptiste de Pauw (MH)                                                                                 |
| 1877 | De Klokke Roeland             | Edgar Tinel                    | Julien Simart (DP) et Jean-Baptiste de Pauw (DP), Sylvain Dupuis (MH), Émile Dethier (MH) et Léon Soubre (MH)                  |
| 1879 | Judith                        | Non décerné                    | Sylvain Dupuis (DP) et Jean-Baptiste de Pauw (DP)                                                                              |
| 1881 | Les Filles du Rhin            | Sylvain Dupuis                 | Léon Dubois (DP) |
| 1883 | Les Aissa Ouahs               | Non décerné                    | Pierre Heckers (DP) et Léon Soubre (DP)                                                                                        |
| 1885 | Au bois des Elfes             | Léon Du Bois                   | Pierre Heckers (DP), Edmond Lapon (MH)                                                                                         |
| 1887 | Les Suppliantes               | Pierre Heckers                 | Paul Lebrun (DP) et Edmond Lapon (DP)                                                                                          |
| 1889 | Sinaï                         | Paul Gilson                    | Paul Lebrun (DP) et Lodewijk Mortelmans (DP), Léon Rinskopf (MH)                                                               |
| 1891 | Andromède                     | Paul Lebrun                    | Carl Smulders (DP) et Guillaume Lekeu (DP), Jozef Van der Meulen (MH)                                                          |
| 1893 | Lady Macbeth                  | Lodewijk Mortelmans            | Martin Lunssens (DP) et Jozef Van der Meulen (DP), Nicolas Daneau (MH)                                                         |
| 1895 | Callirhoé                     | Martin Lunssens                | Nicolas Daneau (DP) et Joseph Jongen (DP)                                                                                      |
| 1897 | Comola                        | Joseph Jongen                  | François Rasse (DP) et Jozef Van der Meulen (DP)                                                                               |
| 1899 | Hilda                         | François Rasse                 | Albert Dupuis (DP), Léon Henry (MH)                                                                                            |
| 1901 | Œdipe à Colone                | Adolphe Biarent                | Louis Delune (DP) |
| 1903 | La Chanson d'Halewyn          | Albert Dupuis                  | Louis Delune (DP) et Charles Radoux-Rogier (DP), Raymond Moulaert (MH) et Édouard Criel (MH)                                   |
| 1905 | La Mort du roi Reynaud        | Louis Delune                   | Robert Herberigs (DP) et Berthe Busine (DP), Edward Verheyden (MH)                                                             |
| 1907 | Geneviève de Brabant          | Charles Radoux-Rogier          | Robert Herberigs (DP) et Berthe Busine (DP), Karel Candael (MH), Léopold Samuel (MH) et Henry Sarly (MH)                       |
| 1909 | La Légende de saint Hubert    | Robert Herberigs               | Léon Jongen (DP), Alfred Mahy (MH) et Jef van Hoof (MH)                                                                        |
| 1911 | Tycho Brahe                   | Léopold Samuel                 | Alfred Mahy (DP) et Jef van Hoof (DP), Henri Sarly (MH) et Michel Brusselmans (MH)                                             |
| 1913 | Les Fiancés de Noël           | Léon Jongen                    | Alfred Mahy (DP) Jules-Toussaint De Sutter (DP) et Fernand Brumagne (DP), Marguerite De Guchtenaere (MH) et Albert Floris (MH) |
| 1919 | Thijl Ulenspiegel             | Jules-Toussaint De Sutter      | René Barbier (DP), Henri Georges Dhoedt (MH)                                                                                   |
| 1920 | Légende de la sœur Béatrice   | René Barbier                   | Fernand Quinet (DP) et Henri Georges Dhoedt (DP), Robert Otlet (MH)                                                            |
| 1921 | La Guerre                     | Fernand Quinet                 | Jean Absil (DP) et Joseph Leroy (DP), Godfried Devreese (MH)                                                                   |
| 1922 | La Guerre op.2                |                                | Jean Absil (DP) |
| 1923 |                               | Joseph Leroy                   | André Collin (MH) |
| 1925 | La Belle au Bois Dormant      | Non décerné                    | Antoine Van Ulft (DP) et Alex De Taeye (DP), Fernand Desprez (MH)                                                              |
| 1927 | Le Rossignol                  | Alex De Taeye                  | Antoine Van Ulft (DP) et Georges Lonque (DP)                                                                                   |
| 1929 | Antigone                      | Antoine Van Ulft               | Georges Lonque (DP) et Rose Thisse-Derouette (DP)                                                                              |
| 1931 |                               | Non décerné                    | Léon Stekke (DP) et Rose Thisse-Derouette (DP)                                                                                 |
| 1933 | La Conversion de saint Hubert | Non décerné                    | René Defossez (DP) et Theo Langlois (DP), Léon Torcq (MH)                                                                      |
| 1935 | Le Vieux Soudard              | René Defossez                  | Leon Jean Simar (DP) |
| 1937 | Le Trapèze étoilé             | Leon Jean Simar                | Jean De Middeleer (DP), Sylvain Vouillemin (MH)                                                                                |
| 1939 | L'Enfant prodige              | Non décerné                    | Jean Louël (DP) et Sylvain Vouillemin (DP), Rudolf Vansteenbrugge (MH)                                                         |
| 1941 |                               | Non décerné                    | Un seul candidat s'est présenté                                                                                                |
| 1943 | La Navigation d'Ulysse        | Jean Louël                     | Victor Legley (DP), Marcel Quinet (DP) et Pierre Froidebise (DP) Berthe di Vito-Delvaux (MH)                                   |
| 1945 | La Vague et le Sillon         | Marcel Quinet                  | |
| 1947 |                               | Aucun candidat n'a été admis   | |
| 1952 |                               | Aucune partition n'a été reçue | |
| 1955 |                               | Non décerné                    | Jacqueline Fontyn (MH) et Roger Van den Bergh (MH)                                                                             |
| 1957 |                               | Non décerné                    | |
| 1959 |                               | Non décerné                    | Jacqueline Fontyn (DP), Jacques Leduc (MH)                                                                                     |
| 1961 | L'Aventure                    | Non décerné                    | Jacques Leduc (DP) et Jean-Marie Simonis (DP)                                                                                  |
| 1963 | Arion                         | Nini Bulterys                  | |
| 1965 | La Haute Mer                  | Frédéric Van Rossum            | Jean Baily (MH) |
| 1967 |                               | Non décerné                    | |
| 1969 | L'Été                         | Non décerné                    | Jean Baily (DP) |
| 1971 |                               | Non décerné                    | Aucun |
| 1973 |                               | Non décerné                    | Aucun |